# 憲法站
憲法站（羅馬化：Stathmos Syntagmatos）是希臘雅典中央憲法廣場的地鐵站。此站是紅線（2號線）與藍線（3號線）的轉乘站。同時也是轉乘雅典電車的轉乘站。地鐵通車時，此站同時是兩條新線的終點站。此站是雅典的交通樞紐，也是雅典地鐵最繁忙的車站。

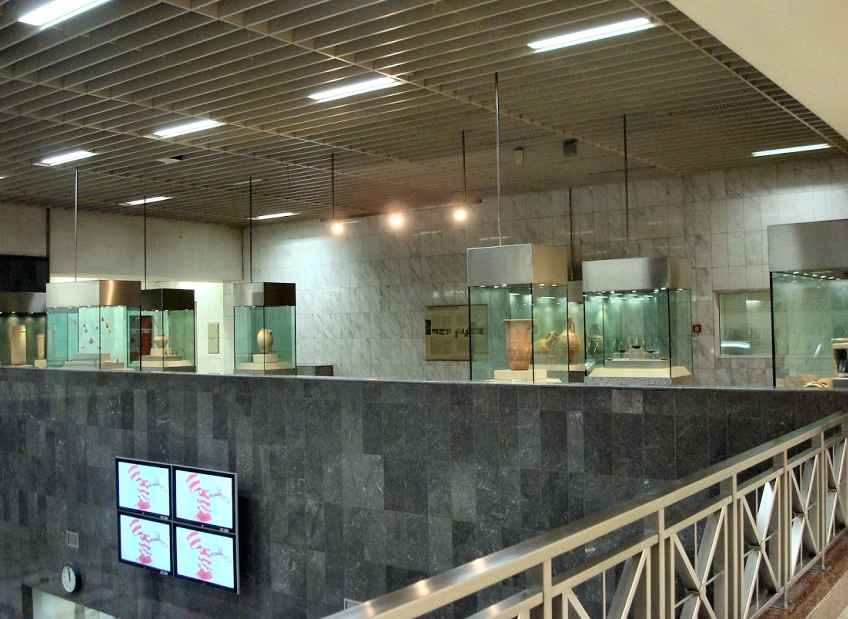
憲法站博物館

## 車站結構
| L1層   | 側式月台，左側開門 | 側式月台，左側開門               |
| L1層   | 5/6號月台          | 往SEF/Asklpiio Voulas (Zappeion) |
| G 地面 | -                  | 出口                             |
| L2層   | 商店               | 慈善街檔、自動櫃員機             |
| C 大堂 | 大堂               | 客戶服務、售票處                 |
| L4層   | 側式月台，右側開門 | 側式月台，右側開門               |
| L4層   | 1號月台            | 往安東波利（大學）               |
| L4層   | 2號月台            | 往希臘（衛城）                   |
| L4層   | 側式月台，右側開門 |                                  |
| L5層   | 側式月台，右側開門 | 側式月台，右側開門               |
| L5層   | 3號月台            | 往聖瑪麗娜（修道院）             |
| L5層   | 4號月台            | 往機場（福音）                   |
| L5層   | 側式月台，右側開門 |                                  |

## 藝術品
- George Zoggolopoulos：Atrium（安裝於3號線月台東行前端天花板）
- Thodoros：The Metro's Clock（售票廳）[1]

## 外部連結
维基共享资源上的相關多媒體資源：憲法站